# Giacomo Francesco Lotti
Giacomo Francesco Lotti (* 1759 in Bignasco; † 26. April 1814 in Bellinzona) war ein Schweizer Richter und Tessiner Politiker. Lotti wuchs als Sohn des Giacomo Francesco Lotti in einer katholischen Familie in Bignasco auf. Er war mit Margherita Bonezi verheiratet und Vater von Giacomo Angelo Lotti. Sein Bürgerort war Bignasco.

## Biografie
Nach dem Besuch des Gymnasiums hatte Lotti Rechtswissenschaften studiert und das Studium erfolgreich abgeschlossen. Während der Helvetischen Republik wurde er 1798 zum Präsidenten der provisorischen Regierung von Locarno ernannt. Von 1798 bis 1802 wurde Lotti als Distriktsstatthalter des Valle Maggia eingesetzt. In den Jahren 1801–1802 vertrat er Bignasco im kantonalen Landtag (Dietina). Ausserdem übernahm er die Verantwortung für das Valle Maggia, dass er vor dem Vollziehungsdirektorium in Aarau vertrat. Gleichzeitig gehörte er zu den übrigen drei Gesandten von Locarno und Maggia, welche die Region gegenüber dem Direktorium und der französischen Besatzung vertraten. Anschliessend wurde er von 1803 bis 1808 und von 1813 bis 1814 in den Tessiner Grossen Rat gewählt. 1805–1814 sass er im Appellationsgericht. Er amtete während der Jahre 1811 bis 1814 auch als Richter im Verwaltungsgericht.